# Henryk Narkiewicz-Jodko
Henryk Narkiewicz-Jodko (ur. 15 września 1896 w Szczerbinowie, zm. 12 maja 1920 w Browarach) – porucznik artylerii Wojska Polskiego, kawaler Orderu Virtuti Militari.

## Życiorys
Urodził się 15 września 1896 w Szczerbinowie, w powiecie nowogródzkim, w rodzinie Jana, dzierżawcy majątku, i Leokadii z Łossowskich. Po ukończeniu Gimnazjum w Słucku wyjechał do Warszawy, gdzie kontynuował naukę w szkole rolniczej. Później, chcąc uniknąć powołania do armii rosyjskiej, wyjechał do Moskwy i rozpoczął studia na Wydziale Matematyczno-Przyrodniczym Carskiego Uniwersytetu. Następnie wstąpił do Siergiejewskiej Szkoły Artylerii (ros. Сергиевское артиллерийское училище) w Odessie, którą ukończył 22 grudnia 1916.
W czasie wojny z bolszewikami, w stopniu porucznika, walczył w szeregach 1 pułku artylerii polowej Legionów. 12 maja 1920 w czasie boju o Browary „prowadził do ostatniej chwili z największym poświęceniem ogień 3-ej baterii, pozostając na punkcie obserwacyjnym aż do zajęcia przez oddziały nieprzyjacielskie. Ranny śmiertelnie kulą karabinową i pocięty szablami przez Baszkirów, tego samego dnia zakończył życie w szpitalu. Za dzielność i bohaterskie męstwo odznaczony został Krzyżem Srebrnym Virtuti Militari, który doręczono rodzinie”. Był kawalerem, nie miał dzieci.

## Ordery i odznaczenia
- Krzyż Srebrny Orderu Wojskowego Virtuti Militari nr 7999[11][3][12]
- Krzyż Walecznych[13][14]